# Johnny Gee
John Alexander Gee, detto Johnny (Syracuse, 7 dicembre 1915 – Cortland, 23 gennaio 1988), è stato un cestista e giocatore di baseball statunitense, professionista nella NBL e nella MLB.

## Carriera

### Pallacanestro
Giocò una stagione nella NBL, disputando 24 partite, con 6,5 punti di media.